# International GT Open

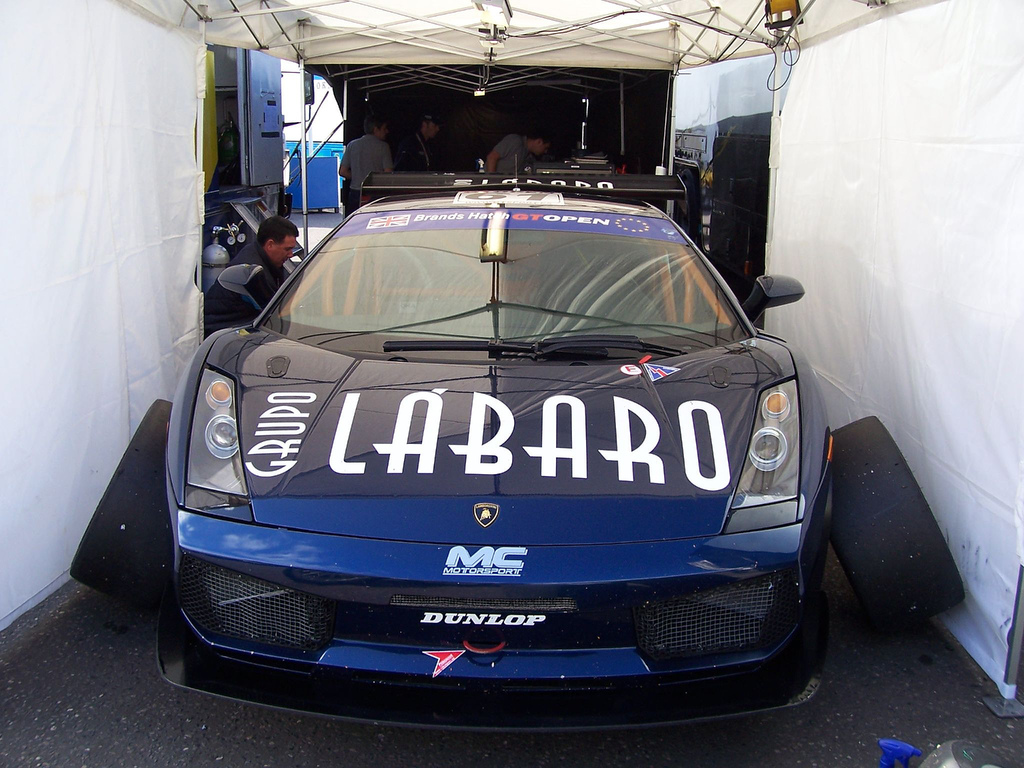
MC-Motorsport-Lamborghini-Gallardo, vor dem Rennen in Brands Hatch 2007

Die International GT Open ist eine europäische Gran-Turismo-Rennserie.

## Die Rennserie
Diese GT-Rennserie wurde 2006 von den Organisatoren der spanischen GT-Meisterschaft gegründet, die auch als Reglement-Basis diente. So wurden im ersten Jahr die Rennwochenenden wie in Spanien ausgefahren. Sowohl Samstag als auch Sonntag fand jeweils ein Rennen mit einer Distanz von 200 km statt. 2007 wurde das Reglement überarbeitet und das Rennen am Sonntag wurde auf 150 km verkürzt. Teilweise werden die Rennen im Rahmen der Tourenwagen-Weltmeisterschaft gefahren.
Ausgeschrieben wurde bis 2008 in den Klassen GTA, GTS und GTB. Die GTA-Klasse entsprach der G2-Klasse der FIA-GT-Meisterschaft, die gegenüber der GT2 auch nicht homologierte Fahrzeuge zulässt. In dieser Klasse kommen hauptsächlich Ferrari F430 GTC und Porsche 911 GT3 RSR zum Einsatz. In der GTS-Klasse waren Rennwagen startberechtigt die in diversen Markenformeln, wie den Porsche-Cups oder der Ferrari-Challenge gefahren wurden. Die GTB-Klasse war offen für die Wagen der G3-Kategorie, die ähnlich der G2 gegenüber den Wagen aus der FIA GT3-Europameisterschaft auch nicht homologierte Rennwagen zulässt.
Seit 2009 gibt es nur mehr die Klasse Super-GT und GTS. Wobei die ehemaligen beiden Kategorien GTB und GTS zusammengeführt wurden. Die aerodynamisch weniger modifizierten Markenformelfahrzeuge nehmen nun jedoch lediglich vereinzelt an der Meisterschaft teil. Die Super-GT hingegen entspricht unverändert der ehemaligen GTA.

## Die Gesamt- und Klassensieger

### Fahrerwertung
| Jahr | Gesamtsieg                           | GTA-Klasse                           | GTS-Klasse                           | GTB-Klasse             |
| ---- | ------------------------------------ | ------------------------------------ | ------------------------------------ | ---------------------- |
| 2006 | Michele Bartyan                      | Michele Bartyan                      | Stefano Zonca Andrea Belicchi        | Fabrizio Gini          |
| 2007 | Richard Lietz Joël Camathias         | Andrea Montermini Michele Maceratesi | Riccardo Romagnoli                   | Gianni Giudici         |
| 2008 | Andrea Montermini Michele Maceratesi | Andrea Montermini Michele Maceratesi | Marco Cioci Andrea Pellizzato        | nicht mehr ausgefahren |
| Jahr | Gesamtsieg                           | Super-GT                             | GTS-Klasse                           |                        |
| 2009 | Joël Camathias Marcel Fässler        | Joël Camathias Marcel Fässler        | Philipp Peter Michal Broniszewski    |                        |
| 2010 | Pierre Kaffer Álvaro Barba López     | Pierre Kaffer Álvaro Barba López     | Marco Frezza                         |                        |
| 2011 | Soheil Ayari                         | Soheil Ayari                         | Lorenzo Bontempelli Stefano Gattuso  |                        |
| 2012 | Federico Leo Gianmaria Bruni         | Federico Leo Gianmaria Bruni         | Daniel Zampieri Michael Dalle Stelle |                        |
| 2013 | Andrea Montermini                    |                                      |                                      |                        |
| 2014 | Daniel Zampieri Roman Mawlanow       |                                      |                                      |                        |
| 2015 | Álvaro Parente Miguel Ramos          |                                      |                                      |                        |
| 2016 | Thomas Biagi Fabrizio Crestani       |                                      |                                      |                        |
| 2017 | Giovanni Venturini                   |                                      |                                      |                        |
| 2018 | Mikkel Mac                           |                                      |                                      |                        |
| 2019 | Giacomo Altoè Albert Costa           |                                      |                                      |                        |
| 2020 | Henrique Chaves Miguel Ramos         |                                      |                                      |                        |
| 2021 | Frederik Schandorff Michele Beretta  |                                      |                                      |                        |
| 2022 | Leonardo Pulcini Benjamin Hites      |                                      |                                      |                        |
| 2023 | Charlie Fagg Samuel De Haan          |                                      |                                      |                        |

### Teamwertung
| Jahr       | Teams’ Cup                 | Teams’ Cup                 | Teams’ Cup                 | Teams’ Cup                 | Teams’ Cup                 | Teams’ Cup                 |
| ---------- | -------------------------- | -------------------------- | -------------------------- | -------------------------- | -------------------------- | -------------------------- |
| 2007       | Scuderia Playteam SaraFree | Scuderia Playteam SaraFree | Scuderia Playteam SaraFree | Scuderia Playteam SaraFree | Scuderia Playteam SaraFree | Scuderia Playteam SaraFree |
| 2008       | Scuderia Playteam SaraFree | Scuderia Playteam SaraFree | Scuderia Playteam SaraFree | Scuderia Playteam SaraFree | Scuderia Playteam SaraFree | Scuderia Playteam SaraFree |
|            | Super GT                   | GTS                        |                            |                            |                            |                            |
| 2009       | Autorlando Sport           | Villois Racing             |                            |                            |                            |                            |
| 2010       | AF Corse                   | Kessel Racing              |                            |                            |                            |                            |
| 2011       | JMB Racing                 | Kessel Racing              |                            |                            |                            |                            |
| 2012       | AF Corse                   | Kessel Racing              |                            |                            |                            |                            |
| 2013       | V8 Racing                  | Bhai Tech Racing           |                            |                            |                            |                            |
| 2014       | V8 Racing                  | AF Corse                   |                            |                            |                            |                            |
| Teams’ Cup |                            |                            |                            |                            |                            |                            |
| 2015       | AF Corse                   | AF Corse                   | AF Corse                   | AF Corse                   | AF Corse                   | AF Corse                   |
| 2016       | Orange 1 Team Lazarus      | Orange 1 Team Lazarus      | Orange 1 Team Lazarus      | Orange 1 Team Lazarus      | Orange 1 Team Lazarus      | Orange 1 Team Lazarus      |
| 2017       | Imperiale Racing           | Imperiale Racing           | Imperiale Racing           | Imperiale Racing           | Imperiale Racing           | Imperiale Racing           |
| 2018       | Imperiale Racing           | Imperiale Racing           | Imperiale Racing           | Imperiale Racing           | Imperiale Racing           | Imperiale Racing           |
| 2019       | Emil Frey Racing           | Emil Frey Racing           | Emil Frey Racing           | Emil Frey Racing           | Emil Frey Racing           | Emil Frey Racing           |
| 2020       | Teo Martín Motorsport      | Teo Martín Motorsport      | Teo Martín Motorsport      | Teo Martín Motorsport      | Teo Martín Motorsport      | Teo Martín Motorsport      |
| 2021       | Vincenzo Sospiri Racing    | Vincenzo Sospiri Racing    | Vincenzo Sospiri Racing    | Vincenzo Sospiri Racing    | Vincenzo Sospiri Racing    | Vincenzo Sospiri Racing    |
| 2022       | Oregon Team                | Oregon Team                | Oregon Team                | Oregon Team                | Oregon Team                | Oregon Team                |
| 2023       | Eastalent-Racing           | Eastalent-Racing           | Eastalent-Racing           | Eastalent-Racing           | Eastalent-Racing           | Eastalent-Racing           |